# Анн Софи
Анн Софи (полное имя — Анн Софи Дюрмайер, нем. Ann Sophie Dürmeyer; родилась 1 сентября 1990) — немецкая певица и автор песен в жанрах поп и R&B. Представительница Германии на музыкальном конкурсе «Евровидение 2015».

## Начало карьеры
Анн Софи Дюрмайер родилась 1 сентября 1990 в Лондоне, но бо́льшую часть детства провела в Гамбурге. В возрасте четырёх лет Анн Софи начала заниматься балетом, а в 14 лет девочка уже точно знала, что хочет стать певицей.
После окончания школы  Анн Софи переехала в Нью-Йорк и в течение двух лет училась в Институте театра и кино Ли Страсберга. Во время пребывания в Нью-Йорке она также начала писать песни и выступать в барах. После возвращения в Гамбург в 2013 Анн Софи записала и спродюсировала собственный демоальбом, и в дополнение к этому приступила к гастрольной деятельности по концертным площадкам Германии.

## Евровидение 2015

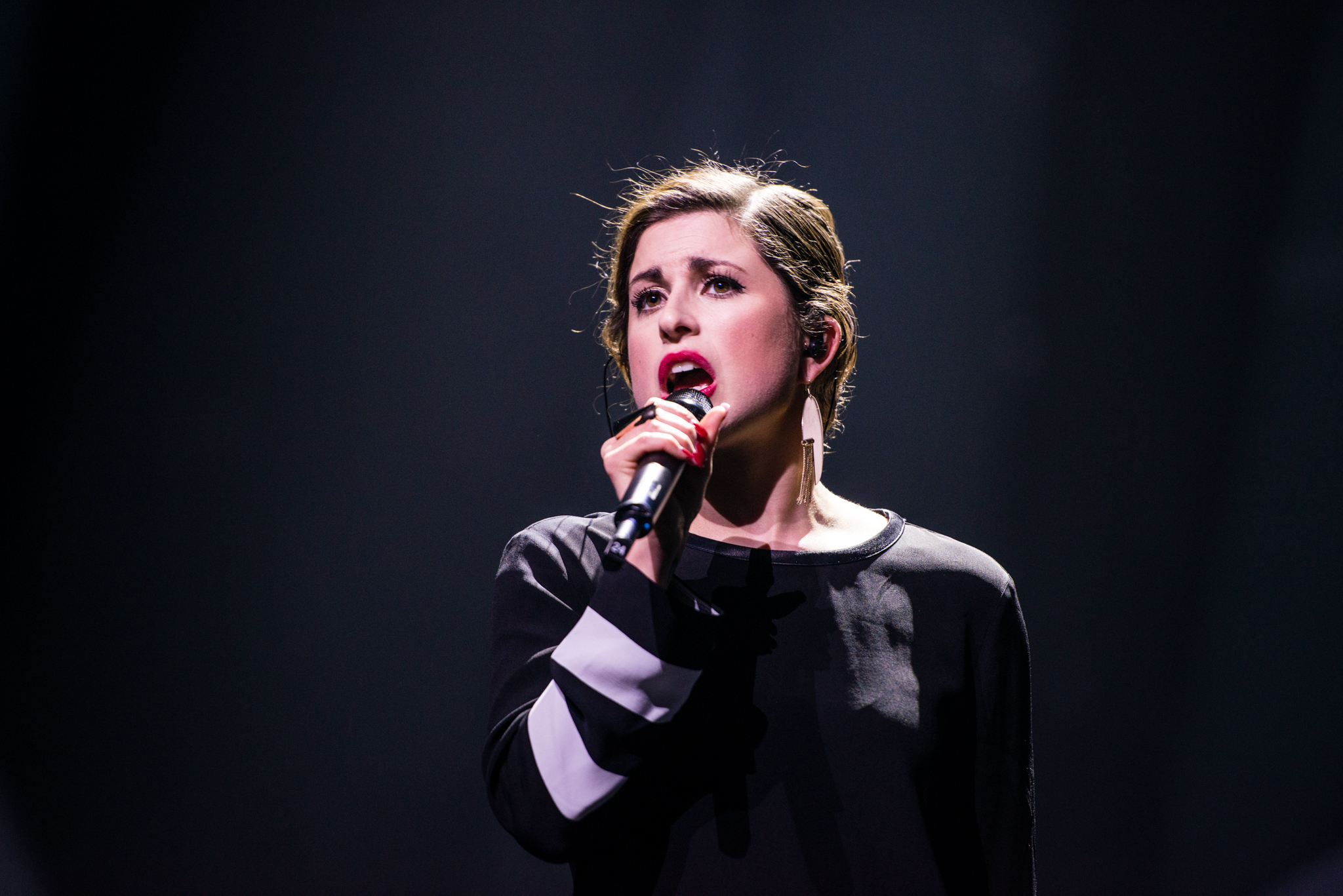
Анн Софи во время репетиции финала национального отбора «Евровидения 2015»

19 февраля 2015 Анн Софи квалифицировалась для участия в финале национального отбора конкурса песни «Евровидение 2015» благодаря победе в уайлд-кард раунде для молодых талантов с песней «Jump the Gun».
В финале национального отбора певица удачно прошла первый и второй раунды (с композициями «Jump the Gun» и «Black Smoke» соответственно). В решающем третьем раунде Анн Софи исполнила песню «Black Smoke», но большинство телезрителей (78,7%) отдали своё предпочтение сопернику певицы — исполнителю Андреасу Кюммерту. Однако, поскольку после объявления результатов голосования Кюммерт прямо на сцене отказался от поездки на «Евровидение 2015», право представлять Германию на этом песенном конкурсе перешло к Анн Софи.
В финале Евровидения, однако, Анн Софи заняла 26-е место, не получив ни одного балла.
24 апреля певица выпустила второй студийный альбом Silver into Gold, который впоследствии занял 82-е место хит-параде Германии.

## Дискография

### Альбомы
- 2013 — Time Extended
- 2015 — Silver into Gold

### Синглы
- 2012: Get Over Yourself
- 2015: Jump the Gun
- 2015: Black Smoke